# イルゼ・フォン・アルペンハイム
イルゼ・フォン・アルペンハイム（Ilse von Alpenheim, 1927年2月11日 - ）は、オーストリア出身のピアニスト。インスブルック生まれ。

## 経歴
幼少時より音楽教師だった母の薫陶を受け、生地の音楽院を経てザルツブルクのモーツァルテウム音楽院でヴィンフリート・ヴォルフとフランツ・レトヴィンカにピアノを学ぶ。1951年にスイスに移住し、1955年にシャンドール・ヴェレッシュの知己を得た。1960年から1968年までベルン音楽院で教鞭をとり、1971年にアンタル・ドラティと結婚した。